# Florian Pick
Florian Pick (Wittlich, 8 settembre 1995) è un calciatore tedesco, centrocampista del Saarbrücken.

## Carriera
Cresciuto nel settore giovanile dello Schalke 04, dal 2014 al 2016 fa parte della rosa della seconda squadra, iscritta al campionato di Regionalliga. Nel 2016 si trasferisce al Kaiserslautern, dove a causa del poco spazio in rosa, riesce solamente a giocare qualche incontro con la squadra riserve. Così, per garantirgli maggior impiego, nel 2017 viene ceduto in prestito al Magdeburgo, in terza divisione. Rientrato dal prestito, riesce a ritagliarsi spazio nel Kaiserslautern, con il quale gioca per due stagioni in terza divisione. Nel 2020 si trasferisce a titolo definitivo all'Heidenheim, formazione della serie cadetta tedesca. Non riuscendo a trovare spazio in squadra, nel gennaio 2022 viene ceduto in prestito all'Ingolstadt 04, sempre in seconda divisione.

## Statistiche

### Presenze e reti nei club
Statistiche aggiornate al 17 aprile 2022.
| Stagione        | Squadra           | Campionato      | Campionato | Campionato | Coppe nazionali | Coppe nazionali | Coppe nazionali | Coppe continentali | Coppe continentali | Coppe continentali | Altre coppe | Altre coppe | Altre coppe | Totale | Totale |
| Stagione        | Squadra           | Comp            | Pres       | Reti       | Comp            | Pres            | Reti            | Comp               | Pres               | Reti               | Comp        | Pres        | Reti        | Pres   | Reti   |
| --------------- | ----------------- | --------------- | ---------- | ---------- | --------------- | --------------- | --------------- | ------------------ | ------------------ | ------------------ | ----------- | ----------- | ----------- | ------ | ------ |
| 2014-2015       | Schalke 04 II     | RL              | 27         | 2          |                 | -               | -               |                    | -                  | -                  |             | -           | -           | 27     | 2      |
| 2015-2016       | Schalke 04 II     | RL              | 18         | 0          |                 | -               | -               |                    | -                  | -                  |             | -           | -           | 18     | 0      |
| 2016-2017       | Kaiserslautern II | RL              | 28         | 1          |                 | -               | -               |                    | -                  | -                  |             | -           | -           | 28     | 1      |
| 2017-2018       | Magdeburgo        | 3L              | 16         | 0          | CG              | 0               | 0               |                    | -                  | -                  |             | -           | -           | 16     | 0      |
| 2018-2019       | Kaiserslautern    | 3L              | 29         | 4          | CG              | 1               | 0               |                    | -                  | -                  |             | -           | -           | 30     | 4      |
| 2019-2020       | Kaiserslautern    | 3L              | 38         | 13         | CG              | 3               | 1               |                    | -                  | -                  |             | -           | -           | 41     | 14     |
| 2020-2021       | Heidenheim        | 2L              | 28         | 0          | CG              | 1               | 0               |                    | -                  | -                  |             | -           | -           | 29     | 0      |
| 2021-gen. 2022  | Heidenheim        | 2L              | 10         | 0          | CG              | 1               | 0               |                    | -                  | -                  |             | -           | -           | 11     | 0      |
| gen.-giu. 2022  | Ingolstadt 04     | 2L              | 12         | 1          | CG              | -               | -               |                    | -                  | -                  |             | -           | -           | 12     | 1      |
| Totale carriera | Totale carriera   | Totale carriera | 206        | 21         |                 | 6               | 1               |                    | -                  | -                  |             | -           | -           | 212    | 22     |

## Palmarès

### Club

#### Competizioni nazionali
- 3. Liga: 1

Magdeburgo: 2017-2018
- Campionato tedesco di seconda divisione: 1

Heidenheim: 2022-2023